# 懷特奧克 (馬里蘭州)
懷特奧克（英語：White Oak）是位於美國馬里蘭州蒙哥馬利縣的一個普查規定居民點。

## 人口
根據2020年美國人口普查的數據，懷特奧克的面積為8.09平方千米，當中陸地面積為8.09平方千米，而水域面積為0.00平方千米。當地共有人口16347人，而人口密度為每平方千米2,020.64人。